# Horch
La Horch fu una casa automobilistica costituita da August Horch in società con il suo primo partner commerciale Salli Herz, il 14 novembre 1899 a Ehrenfeld, Colonia, ed attiva come Casa indipendente fino al 1932 e come marchio annesso al gruppo Auto Union dal 1932 al 1945. Dopo la guerra gli stabilimenti finirono nelle mani delle autorità sovietiche, ma non i diritti del marchio, che l'Auto Union impedì di utilizzare. Dopo il periodo di controllo dell'Auto Union da parte della Daimler-Benz, l'intero gruppo passò nell'orbita della Volkswagen tranne la Horch ed ancor oggi è proprio il colosso di Stoccarda a detenere i diritti del marchio sassone.

## Storia

### Le origini

August Horch

August Horch era stato un ex direttore di produzione di Karl Benz. Quest'ultimo, poco propenso all'innovazione, riteneva già soddisfacente la produzione automobilistica della propria azienda, entrando spesso in conflitto con i suoi collaboratori che premevano invece per modernizzare e rendere più prestanti i modelli della gamma Benz. Tra questi vi fu anche lo stesso August Horch, il quale nel 1899 decise di lasciare la Casa di Mannheim per mettersi in proprio.

Aprì quindi all'inizio una ditta di riparazioni per quelle che erano all'epoca le prime autovetture della storia. Tale ditta, registrata con il nome A. Horch & Cie e situata ad Ehrenfeld, un sobborgo di Colonia, effettuava anche lavori particolari, come l'applicazione di un nuovo sistema di accensione con magnete a bassa tensione. Tale dispositivo, presentato dalla Bosch proprio nel 1899, era in origine predisposto per funzionare solo su macchine stazionarie e non per autoveicoli. Horch lo adattò anche per la mobilità su strada. Da ciò è chiaro che Horch non voleva fermarsi al settore riparazioni e sperimentare nuove tecniche per la produzione di autovetture portando una ventata di innovazione ai suoi futuri modelli. Dopo aver brevettato il nuovo sistema di accensione (numero di brevetto: 132982), August Horch costruì il suo primo motore, basandosi sempre sulle esperienze acquisite durante la sua permanenza alla Benz, ma apportando diverse modifiche ed adattamenti. Ne scaturì un motore a due cilindri paralleli, con avviamento a manovella e carter in lega leggera, caratterizzato tra l'altro dalla presenza di una sola camera di scoppio condivisa tra i due pistoni, di due sole valvole (una di aspirazione ed una di scarico) per entrambi i cilindri e di un pistone supplementare il cui movimento serviva unicamente a smorzare le vibrazioni, come una sorta di rudimentale contralbero di equilibratura. Questo motore, ribattezzato Stoßfreiem Motor (in tedesco: motore esente da vibrazioni) venne subito montato su un telaio già preparato alla fine del Novecento, dando luogo alla cosiddetta Horch-Wagen, prima vettura prodotta dalla giovanissima ditta di August Horch. Anche qui, ciò che distinse Horch dalla maggior parte dei costruttori di allora fu il fatto di distaccarsi via via dal concetto di carrozza per avvicinarsi maggiormente a quello di automobile: a tale scopo il motore appena descritto (che tra l'altro montava anche il sistema di accensione brevettato da Horch) fu montato in posizione anteriore, mentre la trasmissione fu affidata ad una cinghia anziché alla tradizionale catena. Ma anche così, Horch non fu soddisfatto a causa dell'eccessivo costo per la costruzione del motore, il quale tra l'altro risultò anche troppo poco potente. Si passò così all'architettura monocilindrica, dando luogo ad un motore da circa 4 CV di potenza massima. Tale motore fu montato su un piccolo telaio in cui stavolta la trasmissione fu affidata invece ad un albero cardanico. Nacque così la 4-5 PS.

### Un inizio difficile

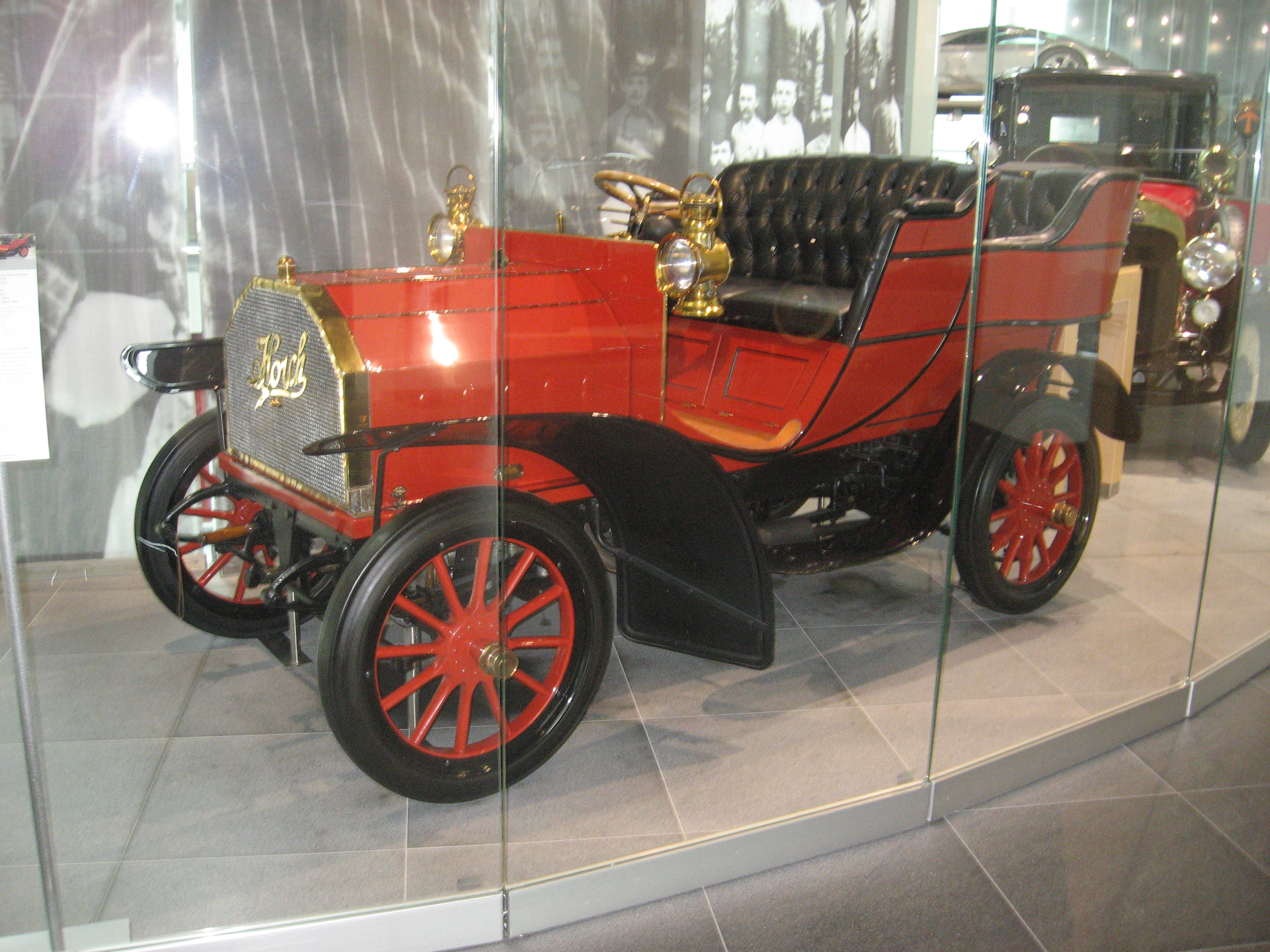
Una Horch 10/12 PS del 1902

In realtà, Horch incontrò ben presto molte difficoltà sul suo cammino, sia di tipo finanziario, sia di tipo logistico: per poter realizzare il suo progetto, che era quello di proporre un ampio ventaglio di modelli per tutte le esigenze, occorrevano nuovi impianti più grandi, più collaboratori e quindi anche più disponibilità finanziaria, che Horch non possedeva. Fu a quel punto che entrò in scena un imprenditore sassone, Moritz Bauer, che rilevò il piccolo stabile di Horch, che rimase come direttore tecnico. Ma nel 1902 ebbe luogo il primo dei due grandi trasferimenti di quel periodo: raggiunti gli effettivi limiti di capacità produttiva del piccolo impianto di Ehrenfeld, l'azienda ormai detenuta da Bauer si spostò a Reichenbach im Vogtland. Dal nuovo stabilimento uscì il nuovo modello 10-12 PS, mosso da un bicilindrico che tuttavia Horch ritenne ancora di scarsa potenza. Per questo, l'anno successivo, l'offerta fu ampliata con l'arrivo dei primi modelli Horch a 4 cilindri, il modello 14-17 PS ed il più grande ed economicamente impegnativo 22-25 PS.

Nel 1904, la Horch si trasferì nuovamente, questa volta a Zwickau, dove sarebbe rimasta per sempre. La città di Zwickau era all'epoca un nodo industriale molto attivo, e che tra l'altro avrebbe costituito nei decenni successivi un caotico crocevia anche nel mondo dell'industria automobilistica. Le ragioni del trasferimento a Zwickau furono fondamentalmente le stesse che hanno costretto due anni prima al precedente trasferimento, ossia l'esigenza di ampliare i volumi produttivi. Così, il 10 maggio del 1904 nacque la A. Horch & Cie. Motorwagenwerke AG Zwickau, nella quale August Horch ricoprì nuovamente il ruolo di direttore tecnico.

Nella nuova sede di Zwickau, la Horch parve trovare quell'equilibrio cercato fin dai primi mesi dopo la sua fondazione: l'ampiezza dell'impianto garantì un'adeguata efficienza produttiva, la quale, unita alla sempre maggior cura nella qualità costruttiva della sua meccanica (le carrozzerie erano costruite da carrozzieri esterni), contribuì al successo delle vetture Horch, il cui marchio divenne sinonimo di alta qualità. Merito soprattutto di August Horch e del suo fido collaboratore Hermann Lange, giunto a Zwickau poco dopo il trasloco della Horch ed amico di vecchia data del fondatore dell'azienda. I due contribuirono dal punto di vista tecnico con svariate migliorie ed innovazioni ai motori, ai telai, alla trasmissione, ai freni ed all'illuminazione delle vetture costituenti la gamma Horch di allora, gamma che stava via via ampliandosi. A ciò si aggiunse l'inizio della carriera sportiva per alcuni dei modelli Horch, spesso con risultati significativi. La Horch, insomma, riuscì a conquistarsi un posto d'onore anche nelle competizioni, ed anche qui gran parte del merito andò ai due responsabili tecnici Horch e Lange.

### La Horch perde il suo fondatore

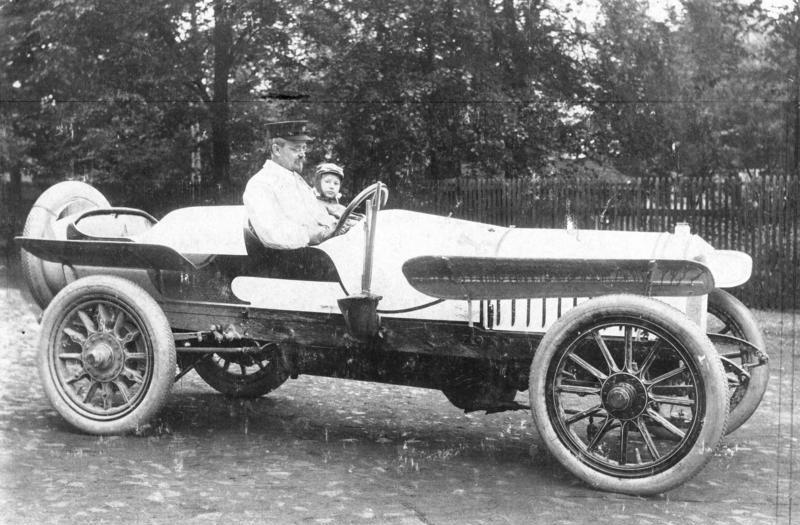
August Horch, nel 1908, in una vettura da competizione di sua progettazione. Non avrà successo e ciò costituirà uno dei tanti pretesti per allontanarlo dall'azienda.

Ma non tutto era così roseo come sembrava, anzi: come spesso accade ai personaggi dotati di particolare genio creativo, intorno ad essi si crea un ambiente fatto di invidie ed intrighi alle sue spalle. Ciò avvenne anche in questo caso ai danni di August Horch, che cominciò ad essere via via sempre più ignorato ai vari consigli di amministrazione ed in seguito anche accusato di sperperare i fondi aziendali per i suoi esperimenti tecnici. In pratica, August Horch si ritrovò isolato all'interno dell'azienda che lui stesso aveva fondato e l'unica persona che nutriva ancora un'incondizionata fiducia in lui era il vecchio amico Hermann Lange. Il direttore commerciale Jakob Holler, invece, gli fu particolarmente ostile e tramava per cercare di estrometterlo una volta per tutte dall'azienda. Una gara disputata nel 1908 da Horch con un suo prototipo e conclusasi con un insuccesso per quest'ultimo, costituì uno degli ultimi pretesti avanzati da Holler per screditare Horch agli occhi dei vertici dell'azienda. Alla fine, Horch fu talmente portato all'esasperazione a causa dei continui litigi con i membri del consiglio di amministrazione e delle continue umiliazioni e rimproveri gratuiti, da lasciare definitivamente la sua azienda il 16 luglio del 1909.

In seguito, August Horch avrebbe fondato una nuova azienda poco distante, la August Horch Automobilwerke GmbH. Ma anche in questo caso, ben presto i vertici della Horch originaria misero i bastoni tra le ruote ad August e, tramite una causa giudiziaria, imposero di non utilizzare il nome Horch per la sua nuova azienda. Fu così che August Horch, il cui cognome in tedesco corrispondeva alla forma imperativa del verbo hören (che in tedesco significa "ascoltare", "sentire"), effettuò una traduzione in latino del proprio cognome, e ne utilizzò la parola risultante per ribattezzare la sua nuova azienda: Audi. L'idea giunse ad Horch attraverso un figlio di uno dei suoi nuovi partner commerciali, un bambino di 10 anni studente di latino.

### Gli anni successivi e l'arrivo della Grande Guerra

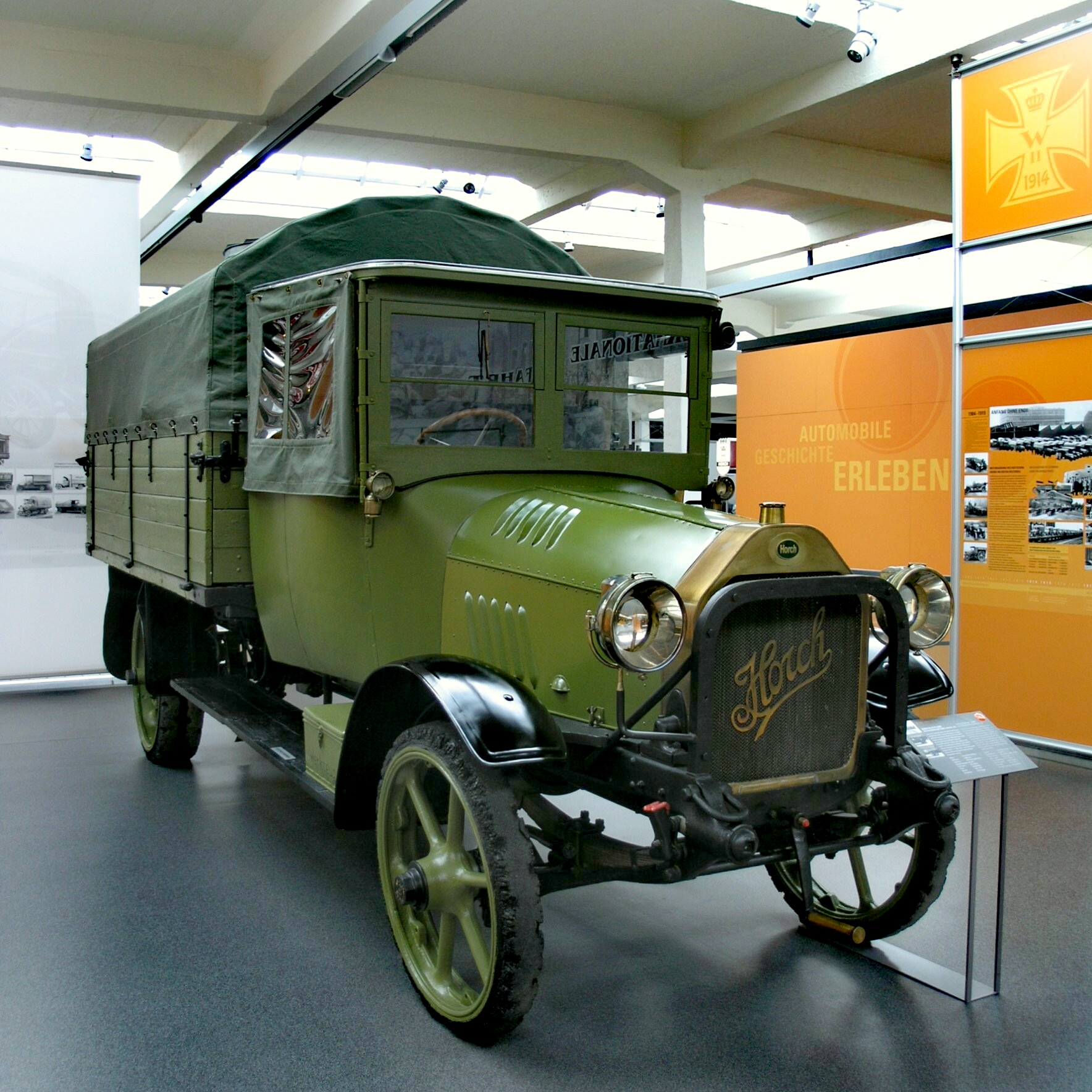
Un camion Type 25/42 PS della Horch

Negli anni seguenti al licenziamento di August Horch, l'azienda da lui originariamente fondata continuò comunque a crescere e ad evolversi. Aggressive campagne mediatiche unite ad attività sportive e a continue migliorie meccaniche, elevarono sempre di più il prestigio del marchio Horch in tutto l'impero germanico. Quest'ultimo, intanto, aveva varato una nuova legge che prevedeva una tassazione per i possessori di autovetture. La potenza fiscale di un'auto venne calcolata in base ad alcune caratteristiche intrinseche del modello. La Horch decise così di mutare i nomi dei suoi modelli e di inserirvi la potenza fiscale. Non solo, ma da quel momento in poi cercò anche di sostituire via via ogni modello con uno di maggiori prestazioni, ma di potenza fiscale identica o addirittura inferiore. Tra le varie migliorie ed evoluzioni tecniche apportate ai motori, vi fu anche l'impegno ad accrescerne i livelli di affidabilità e durata. Tra le altre novità tecniche proposte dalla Horch vi furono anche alcuni modelli equipaggiati con il cosiddetto motore a valvole a fodero. Tale tecnologia, brevettata dall'americano Charles Knight nel 1906, fu proposta su licenza anche da altre Case europee, come la Mercedes, la Panhard & Levassor ed in seguito anche dalla Peugeot. Nel caso della Horch, però, l'applicazione della tecnologia Knight ebbe una valenza decisamente sperimentale e solo tre furono i modelli proposti con tale tecnologia, e solo nell'anno 1914, con una diffusione molto limitata.

Infine, oltre alla normale produzione di autovetture, la Horch avviò anche la produzione di autocarri. Tale decisione fu presa dai vertici Horch per rifornire l'esercito imperiale di mezzi di trasporto e potersi assicurare eventuali "appoggi" dall'alto. Per pura coincidenza, ma nessuno avrebbe potuto immaginarlo, la produzione di autocarri fu avviata all'inizio del nuovo decennio, pochi anni prima dello scoppio della prima guerra mondiale. Con l'avvento della guerra, la Horch non dovette fare altro che proseguire la produzione di autocarri anche laddove fino al giorno prima si producevano automobili. La conversione alla produzione militare, che investì tutti i settori industriali, non fu quindi così difficile per la Casa di Zwickau. Tra le novità introdotte con l'arrivo della guerra vi fu anche la produzione di autotelai da destinare all'utilizzo come ambulanze.

### Il primo dopoguerra e gli anni '20

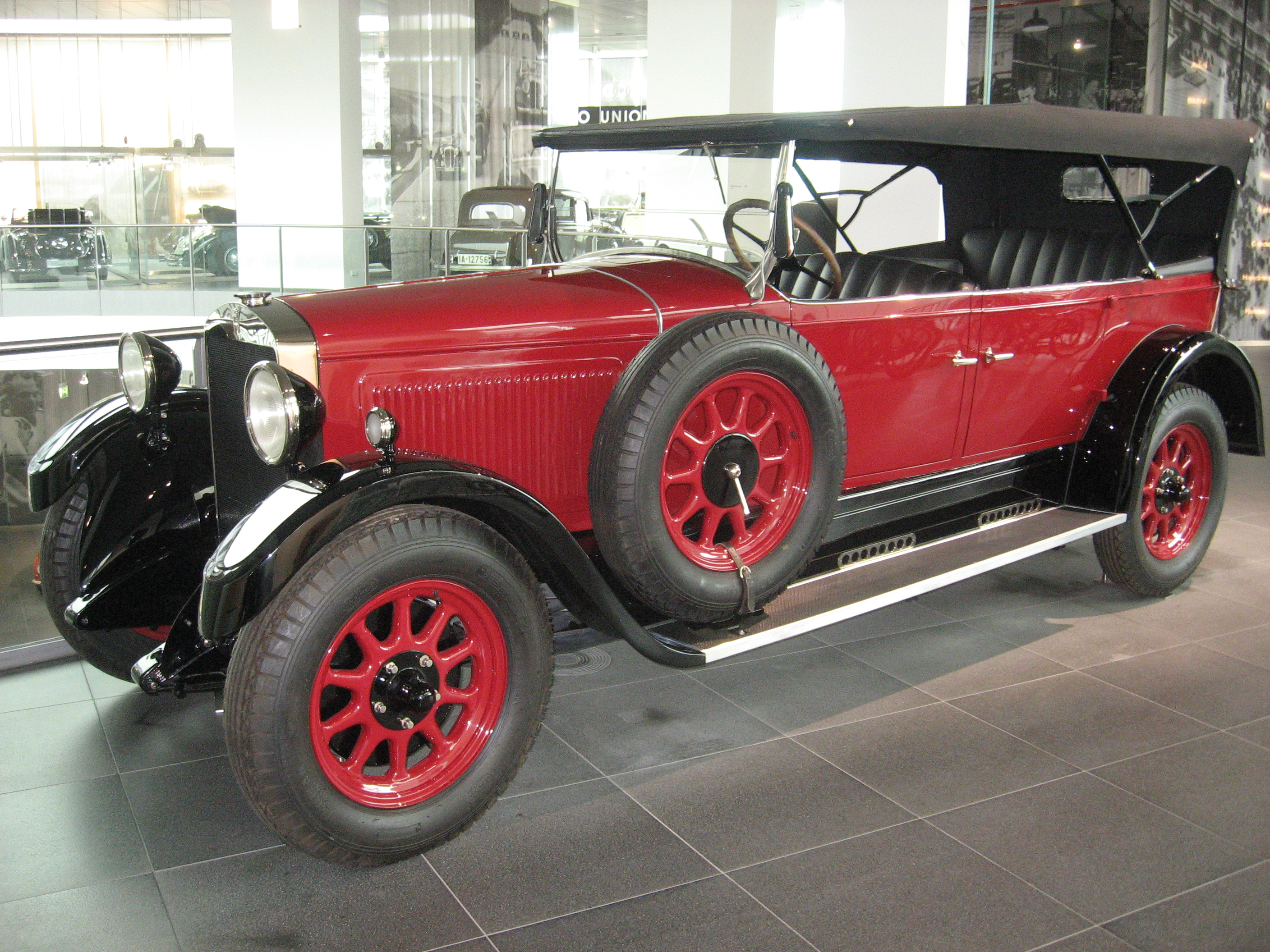
Una Horch 303, primo modello della Casa tedesca a montare un motore ad 8 cilindri

La firma dell'armistizio di Compiègne tra un Impero Germanico destinato allo sfaldamento e la Triplice intesa, significò anche la cessazione delle commesse belliche da parte dell'impero stesso e quindi la crisi per diverse fabbriche, sia automobilistiche che non. Ciò non valse per la Horch, che riprese a riproporre la gamma d'anteguerra, con l'aggiunta di due nuovi modelli, la 25/60 PS e la 33/80 PS, entrambi destinati ad una clientela assai facoltosa.

Purtroppo la situazione si guastò notevolmente nel giro di breve tempo, da una parte a causa di un'inflazione in fase di impennata e dall'altra con l'arrivo dagli Stati Uniti di una nuova concorrenza assai spietata, fatta di modelli più moderni rispetto a quelli europei e soprattutto prodotti secondo efficacissimi criteri di contenimento dei prezzi, in particolare utilizzando la catena di montaggio, ancora quasi sconosciuta all'epoca in Europa nell'ambito della produzione automobilistica (l'unico ad averla introdotta proprio nel 1919 fu il francese André Citroën).
Tra l'altro, la Horch aveva in cantiere come piano di produzione integrativo, quello dei motori aeronautici. Già prima dell'avvento della guerra, infatti, strinse contatti con un'affermata azienda tedesca in tale settore, la Argus di Berlino. La guerra mandò all'aria un progetto che ancora doveva nascere. L'armistizio, che avrebbe dovuto veder rinascere una simile collaborazione, vide le speranze di Argus ed Horch vanificate dal Trattato di Versailles, che vietò a qualsiasi fabbrica tedesca la produzione di aerei e motori aeronautici. Pertanto, le due aziende si trovarono in serie difficoltà, e trovarono una soluzione solo nel momento in cui la Argus, nel 1920, entrò nel capitale della Horch, portando a quest'ultima del fondi freschi su cui investire e garantendo alla Argus un nuovo settore commerciale in cui impegnarsi. Artefice di tale operazione fu il presidente della Argus, Moritz Strauss, il quale procedette tra l'altro ad un riassetto dell'organigramma della Horch e licenziò tra gli altri proprio quel Jakob Holler che undici anni prima costrinse August Horch alle dimissioni. Al suo posto, arrivò un ingegnere motoristico, Arnold Zoller, già in forze alla Argus. Con tale manovra, la Horch riuscì ad attraversare il difficilissimo periodo della cosiddetta "iperinflazione" del primo dopoguerra e a superarlo, nel 1923, con una produzione totale di 2.500 vetture, una quantità in gran parte costituita da modelli appartenenti ad una nuova gamma e non più ripresi da prima della guerra. Non male se si considera da una parte l'elevata fascia di mercato dei modelli della Casa di Zwickau e dall'altra il fatto che in generale, poco prima della fine del periodo d'inflazione, l'industria automobilistica tedesca era praticamente ferma. In particolare, i modelli erano più moderni dal punto di vista tecnologico, poiché montavano nuovi motori con testata smontabile. Un accento particolare fu posto sul modello 10M20, il meno costoso del lotto, pensato per farsi strada in una situazione economica comunque ancora convalescente.
Già nel 1922, Zoller si dimise dalla Horch ed al suo posto arrivò nientemeno che Paul Daimler, primogenito di quel Gottlieb Daimler che quasi quarant'anni prima fu tra i primissimi pionieri dell'automobile (il primo in assoluto fu Karl Benz, che però precedette Daimler solo di pochi mesi). L'impulso di Zoller, già notevole perché spinse la Horch a distaccarsi dai modelli e dalle tecnologie dei primi anni del secolo, venne notevolmente ampliato da Daimler poiché nel 1927 quest'ultimo portò alla Horch il primo di una lunga serie di motori ad 8 cilindri, dando così origine alla famiglia delle lussuose Horch 8. Non solo, ma introdusse dal 1924 anche altre novità tecniche, come la distribuzione a punterie meccaniche e ad asse a camme in testa, nonché l'impianto elettrico alimentato da batteria. Anche migliorie alla trasmissione ed alle sospensioni fecero parte dell'apporto fornito da Daimler. Questi, dopo aver evoluto il suo 8 cilindri, inizialmente da 3.1 litri, in una più potente unità da quasi 4 litri, nel 1929 si ritirò dall'attività ed andò in pensione, chiudendo un'era nella storia del marchio "coronato".
Al posto di Daimler arrivò Fritz Fiedler, un altro valido tecnico che però ben presto dovette fare i conti, assieme a tutta l'azienda, con la Grande depressione economica. Fu avviato a quel punto un programma di contenimento dei costi, poiché se era pur vero che le Horch, specialmente i modelli di punta, continuavano a vendersi abbastanza bene, le oscillazioni del mercato si fecero però piuttosto evidenti e si andava durante l'anno da periodi di magra a periodi di buoni affari. In ogni caso, le vetture di fascia più alta furono quelle capaci di garantire maggiori margini di guadagno, pertanto nel 1931 fu introdotta la 670, prima Horch equipaggiata con un motore V12, in questo caso da 6 litri. Ma fu proprio in questo frangente che la crisi si abbatté sulla Casa di Zwickau, con tutte le conseguenze del caso: licenziamenti, dimissioni, problemi con le banche creditrici, impossibilità di modernizzare lo stabilimento a causa del rifiuto delle banche stesse di concedere altri finanziamenti, e così via.

### L'era dell'Auto Union

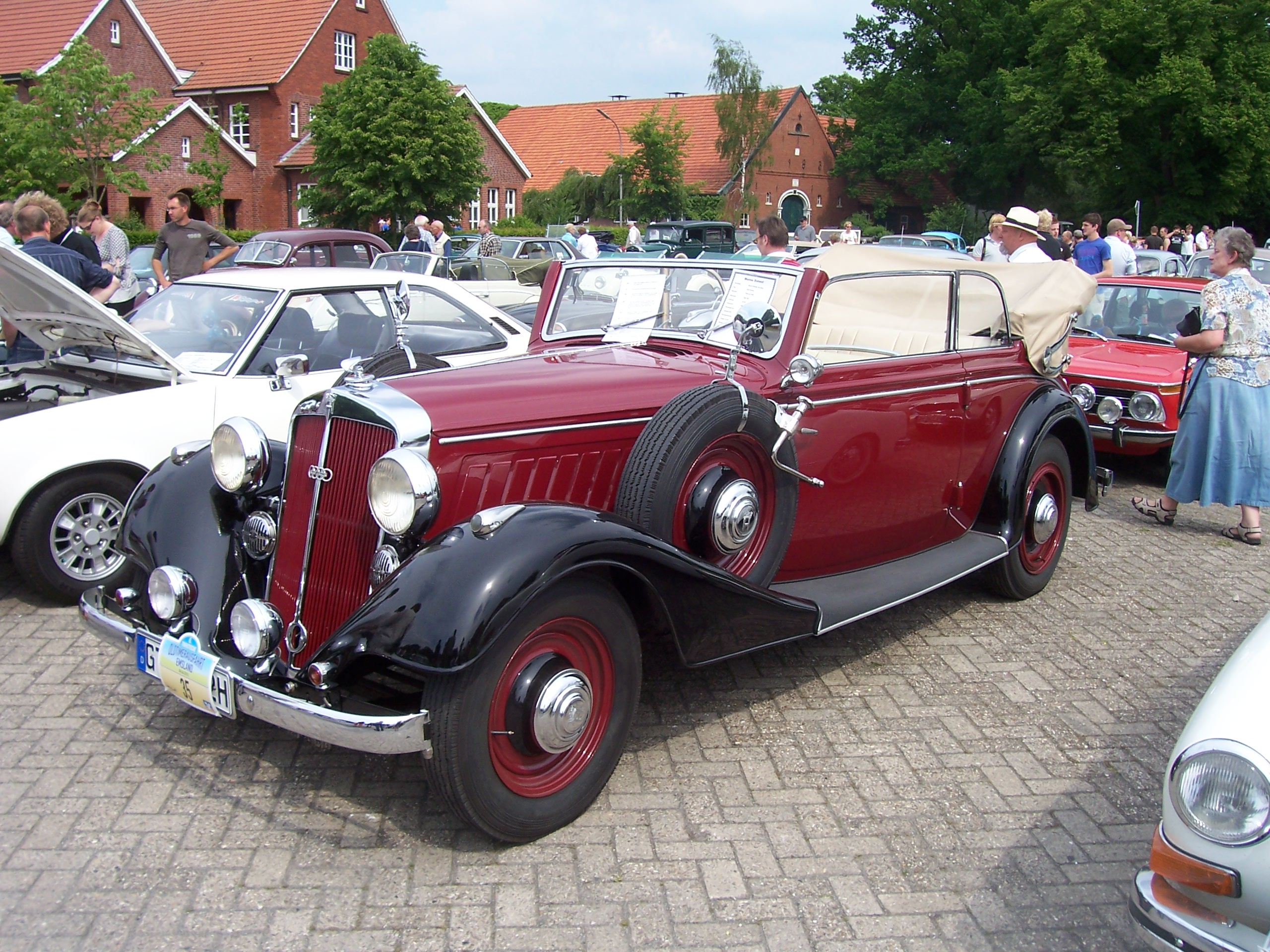
Una Horch 830 del 1935

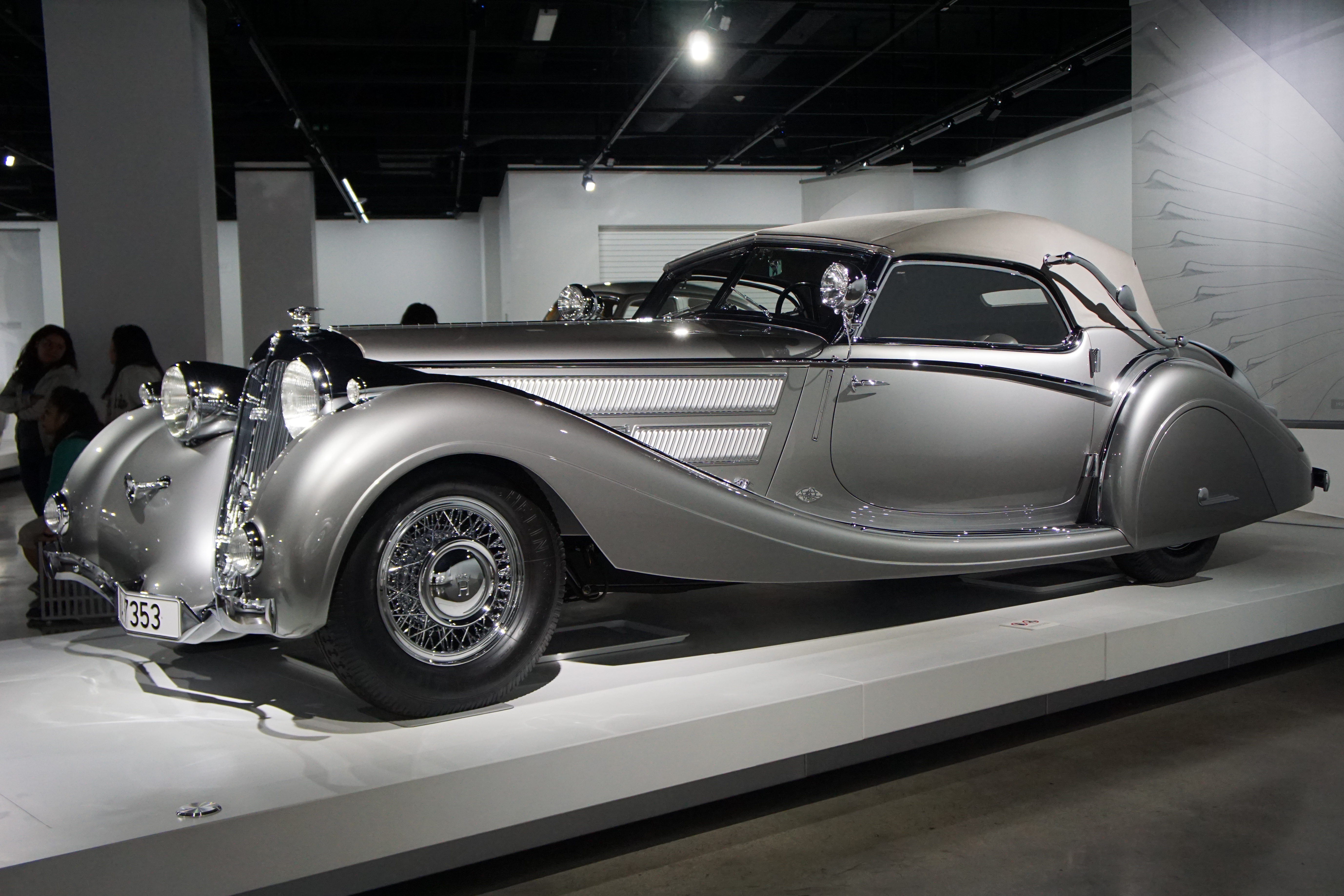
Horch 853 Voll & Ruhrbeck Sport Cabriolet 1937

La soluzione arrivò con l'interessamento alla Horch da parte del direttivo della DKW, un'altra Casa automobilistica del panorama industriale sassone. Tale casa, tipicamente dedita alla produzione di motociclette e modelli di fascia bassa, vide nella Horch la possibilità di entrare anche nel settore delle auto di lusso, a patto però di unire le proprie forze. Fu così che il 29 giugno del 1932 si giunse alla nascita dell'Auto Union, un colosso industriale nel quale confluirono non solo la Horch e la DKW, ma anche altre due Case automobilistiche, sempre con sedi in Sassonia, vale a dire la Wanderer (con sede a Chemnitz) e l'Audi di Zwickau, proprio quella stessa casa automobilistica fondata da August Horch dopo il suo allontanamento dalla Horch stessa. Un'altra ironia della sorte fu rappresentata dal fatto che August Horch entrò a far parte del consiglio di amministrazione dell'Auto Union.

Nacque anche un nuovo emblema per l'Auto Union: ogni società venne rappresentata da un cerchio e tutti e quattro formarono quello che oltre trent'anni dopo sarebbe divenuto l'attuale stemma dell'Audi. 

Durante gli anni trenta, in piena era Auto Union, la Horch beneficiò di ulteriori innovazioni tecniche, specie al comparto sospensioni, dove l'avantreno divenne a ruote indipendenti, mentre il retrotreno ad assale rigido lasciò il posto ad un più raffinato ponte De Dion. Uno dei modelli più noti dell'epoca fu la Horch 830, introdotta nel 1933 ed equipaggiata inizialmente con un V8 da 3 litri (uno dei primi V8 europei ed il primo in assoluto per la Horch), poi passato a 3.25 litri ed infine a 3.5 litri. La 830 fu sostituita nel 1938 dalla 930V, strettamente imparentata con il modello uscente, ma con un motore cresciuto a 3.8 litri. Dalla 930V avrebbero dovuto derivare anche la berlina aerodinamica 930S e la limousine 930L, svelati al Salone dell'automobile di Berlino del 1939 solo come prototipi, ma rimasti anche tali a causa dello scoppio della seconda guerra mondiale.

### La Seconda Guerra Mondiale ed il periodo post-bellico

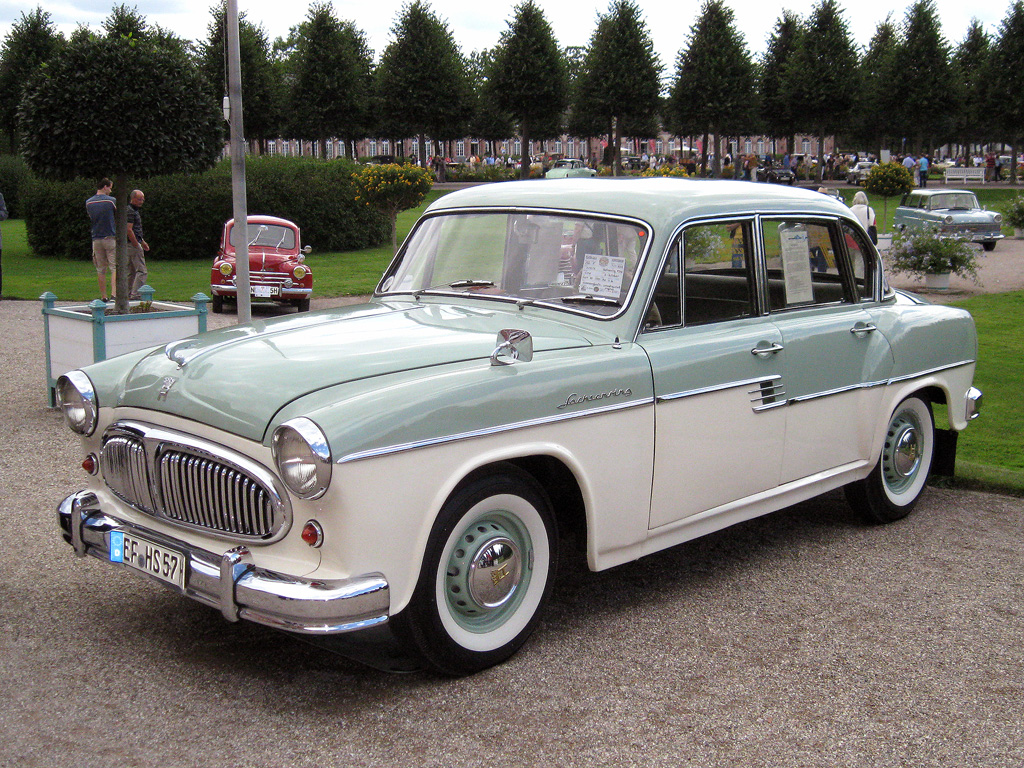
Una Horch Sachsenring P240, ultimo caso di utilizzo del marchio Horch

Durante la guerra, la Horch riconvertì la sua produzione automobilistica a quella di autocarri militari "Einheits-PKW" ed autoambulanze, esattamente come fece venticinque anni prima, durante il precedente conflitto. Vi furono anche altre novità nella produzione bellica della Horch, come ad esempio quella dei fuoristrada. Venne inoltre data grande importanza alla produzione di carri armati, così come di mezzi militari a quattro ruote sterzanti. Già nella primavera del 1940, la normale produzione automobilistica venne completamente sospesa a favore di quella militare, imposta dal regime nazista, il quale legalizzò l'obbligo di svolgere molte ore di straordinario e si giunse fino a 60 ore settimanali di lavoro. I modelli tipici della produzione Horch di quel periodo furono gli autocarri-fuoristrada Typ 901, costruiti anche in versione Kübelwagen. Furono anche utilizzati autotelai risalenti a vecchie produzioni Horch di anni prima, autotelai che vennero ricarrozzati per esigenze belliche. Ad esempio, alcuni telai di Horch 8 vennero ricarrozzati come autoambulanze. Altri veicoli militari per trasporto persone furono il Typ 108.

A partire dal 1943 la produzione dei veicoli per trasporto di persone cessò e cominciò quella di semicingolati Sd.Kfz. 11 prodotti su licenza della Hansa-Lloyd e motorizzati con propulsori Maybach. La produzione Horch ebbe termine quando due pesanti bombardamenti alleati, risalenti al 7 ottobre 1944 ed al 19 marzo 1945, rasero al suolo metà dello stabilimento Horch.

Alla fine della seconda guerra mondiale, gli stabilimenti Horch/Auto Union erano gravemente danneggiati dalle bombe: a partire dal 1º luglio 1945, la Sassonia ed altre zone limitrofe passarono sotto il controllo dell'Unione Sovietica, la quale, tramite un referendum, ottenne di espropriare tutti gli apparati industriali dell'intero territorio. Le macerie conseguenti alla guerra furono sgomberate e gli stabilimenti ancora intatti, completamente o in parte, furono smantellati dall'autorità amministrativa sovietica (SMAD), oppure furono lasciati integri per permettere la produzione di veicoli in grado di riavviare la ricostruzione. A quest'ultima categoria appartenne l'ex-stabilimento della Horch, che venne inglobato nel colosso della IFA e venne destinato alla produzione di trattori (tipo: RS01) e di camion della serie H3 fino al 1954. Nel 1955 la IFA fu assorbita dalla AWE, cosicché lo stabilimento Horch fu destinato alla produzione di una nuova vettura di prestigio, con l'intenzione di riportare agli antichi splendori la produzione automobilistica del marchio di Zwickau. Nel 1956 fu presentata la Sachsenring P240, una vettura inizialmente proposta con il marchio Horch, che così tornò alla luce. Ma nel 1957, da Ingolstadt, alcuni vecchi membri del vecchio direttivo Auto Union ed ora al vertice della DKW rinata in Baviera, intentarono una causa per utilizzo abusivo del marchio Horch e la vinsero. Essi infatti erano ancora legalmente detentori del marchio Horch. In questo modo, la P240 dovette essere commercializzata con il marchio Sachsenring. Fu questa l'ultima volta in cui il marchio Horch fu utilizzato. In seguito, l'ex-stabilimento Horch di Zwickau fu utilizzato per la produzione della Trabant. Quanto alla Auto Union, essa venne rilevata durante la seconda metà degli anni cinquanta dalla Daimler-Benz, che intravedeva nell'azienda di Ingolstadt la possibilità di sbocchi commerciali in segmenti di mercato inferiori a quelli solitamente presidiati dalla Casa di Stoccarda.